# Dendropanax laurifolius
Dendropanax laurifolius är en araliaväxtart som först beskrevs av Élie Marchal och Ignatz Urban, och fick sitt nu gällande namn av R.C.Schneid. Dendropanax laurifolius ingår i släktet Dendropanax och familjen Araliaceae. Inga underarter finns listade.